# Donald Akenson
Donald Harman Akenson (* 22. Mai 1941 in Minneapolis, Minnesota) ist ein US-amerikanischer Historiker und Schriftsteller.

## Leben
Akenson studierte an der Yale University Geschichtswissenschaft und schloss dort mit dem Bachelor of Arts ab, um an der Harvard University promoviert zu werden. Akenson ist Professor für Geschichte an der Queen’s University in Kingston (Ontario), Beamish Research Professor am Institut für Irische Studien der University of Liverpool und Senior Editor der McGill-Queen’s University Press.
Bis heute hat er unter anderem achtzehn nicht fiktionale, wissenschaftliche  Monographien verfasst, davon rund ein Dutzend über die Geschichte Irlands, und fünf Romane.
Akenson gewann 1992 den Grawemeyer Award für God’s Peoples und 1994 den Trillium Book Award für Conor: The Biography of Conor Cruise O’Brien. Sein Buch über die Bibel, Surpassing Wonder: The Invention of the Bible and the Talmuds (1998), stand 1999 auf der Shortlist des kanadischen Governor General’s Award for Nonfiction.
Darüber hinaus ist Donald Akenson Mitglied der Royal Society of Canada und der Royal Historical Society des Vereinigten Königreichs.

## Werk
- The Irish Education Experiment. Routledge & Kegan Paul, London 1970.
- Education and enmity: the control of schooling in Northern Ireland, 1920–1950. David & Charles, Newton Abbot (England) & New York (1973).
- A Mirror to Kathleen’s face. McGill-Queen’s University Press, Montreal 1975.
- Half the World from Home: Perspectives on the Irish in New Zealand, 1860–1950. Wellington, Victoria University Press 1990.
- Small Differences: Irish Catholics and Irish Protestants, 1815–1922: An International Perspective. McGill-Queen’s University Press, Montreal 1991.
- God’s Peoples: Covenant and Land in South Africa, Israel, and Ulster. McGill-Queen’s University Press, Montreal 1992.
- The Irish Diaspora. Institute of Irish Studies, The Queen’s University, Belfast 1993.
- Conor: A Biography of Conor Cruise O’Brien. Volume I: Narrative. McGill-Queen’s University Press, Montreal 1994
- Conor: A Biography of Conor Cruise O’Brien. Volume II: Anthology. McGill-Queen’s University Press, Montreal 1994.
- If the Irish Ran the World: Montserrat, 1630–1730. McGill-Queen’s University Press, Montreal 1997.
- Surpassing Wonder: The Invention of the Bible and the Talmuds. McGill-Queen’s University Press, Montreal 1998.
- Saint Saul: A Skeleton Key to the Historical Jesus. McGill-Queen’s University Press, Montreal 2002.
- Some Family: The Mormons and How Humanity Keeps Track of Itself. McGill-Queen’s University Press, Montreal 2007.
- Ireland, Sweden and the Great European Migration, 1815–1914. McGill-Queen’s University Press, Montreal 2011.
- Discovering the End of Time: Irish Evangelicals in the Age of Daniel O’Connell. McGill-Queen’s University Press, Montreal 2016.
- Exporting the Rapture: John Nelson Darby and the Victorian Conquest of North-American Evangelicalism. Oxford University Press, New York 2018.
- The Americanization of the Apocalypse: Creating America’s Own Bible. Oxford University Press, New York 2023.